# 錫興巴赫河
51°45′29″N 8°02′53″E / 51.758066°N 8.048117°E
錫竹興巴赫河（德語：Siechenbach），是德國的河流，位於該國西部，處於北萊茵-威斯特法倫州，屬於韋爾瑟河的左支流，河道全長2.5公里，發源自貝庫姆東面。